# Sobralia macrantha
Sobralia macrantha es una especie de orquídea de hábitos terrestres y epífitas en raras ocasiones, originaria de México hasta Centroamérica.

## Descripción
Es una orquídea de gran tamaño, de hábitos terrestres y epífitas en raras ocasiones, que prefiere el clima templado a frío,  con tallos cilíndricos agrupados que llevan hojas  estrechas a ampliamente lanceoladas, plegadas, largamente acuminadas y  rígidas. Florece en una corta inflorescencia terminal  y que se produce a partir de la primavera hasta el otoño con flores fragantes, de corta duración.
Se distingue de otras Sobralia mexicanas por el tallo derecho, en forma de caña, las hojas glabras y muy grandes desde 11 a 21 cm de ancho y las flores de color rosa o morado.

## Distribución y hábitat
Se distribuye por los estados de Guerrero, Oaxaca, Puebla, Veracruz y Chiapas en México, Belice, Guatemala, El Salvador, Honduras, Nicaragua y Costa Rica en elevaciones de 90 a 3400 metros, donde se encuentra entre el detritus de las hojas sobre rocas, suelos arenosos o cauces de ríos.

## Sinonimia
- Cattleya macrantha (Lindl.) Beer, Prakt. Stud. Orchid.: 212 (1854).
- Sobralia macrantha var. alba Lindl., Fol. Orchid. 5: 8 (1854).
- Sobralia macrantha var. purpurea Lindl., Fol. Orchid. 5: 8 (1854).
- Sobralia macrantha f. alba (Lindl.) M.Wolff & O.Gruss, Orchid. Atlas: 409 (2007).[2]

## Galería

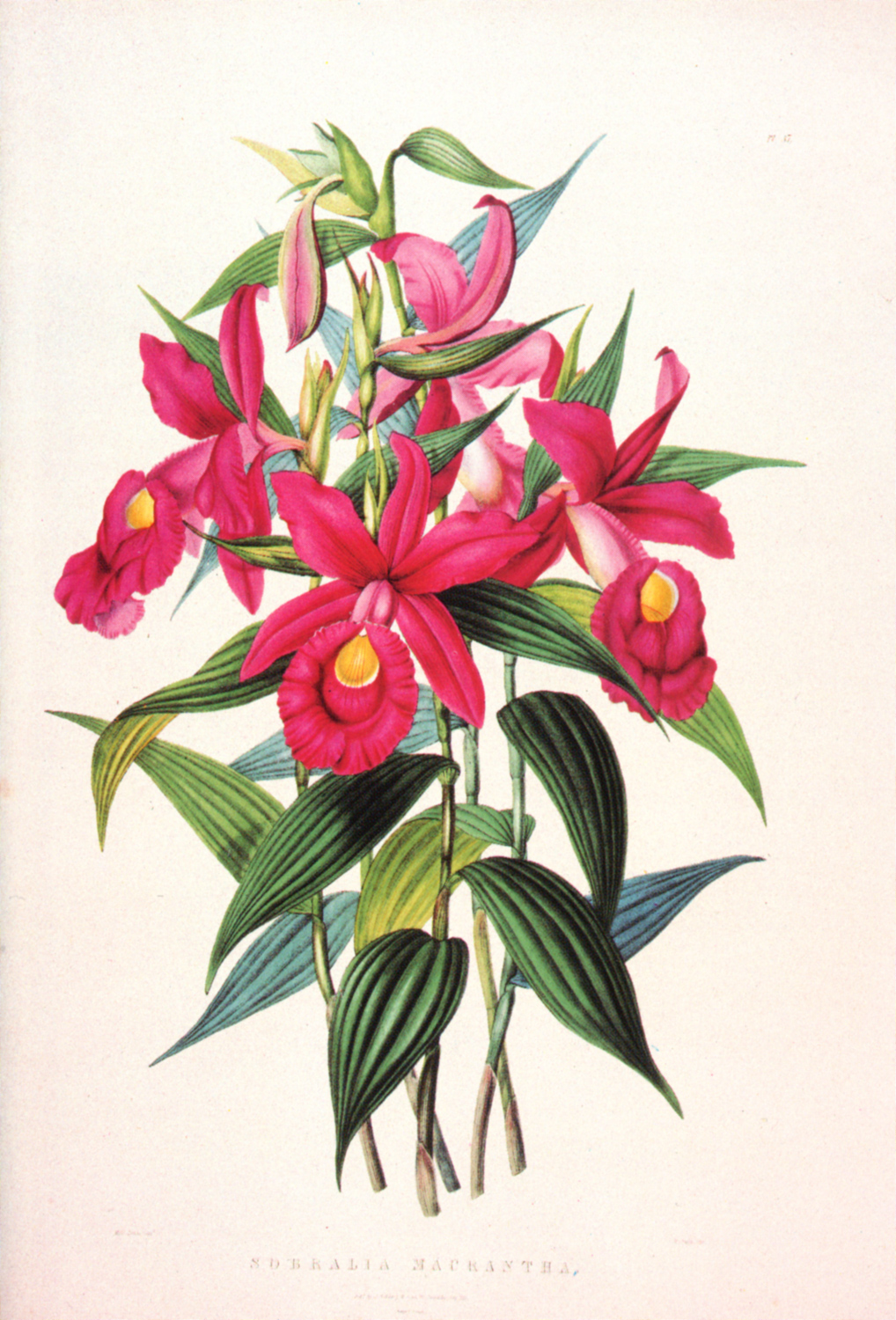
Sobralia macrantha Ilustración de: James Bateman: "The Orchidaceae of Mexico and Guatemala", (1837-1843)
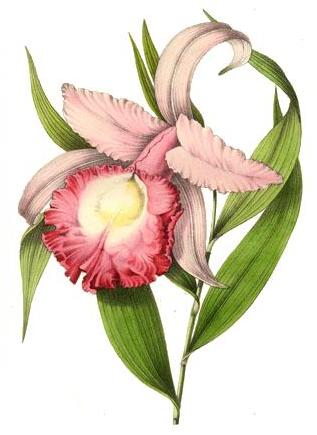
Sobralia macrantha in:  "Annales de la Société royale d’Agriculture et de Botanique de Gand", vol. 3, pl. 123. (1847)
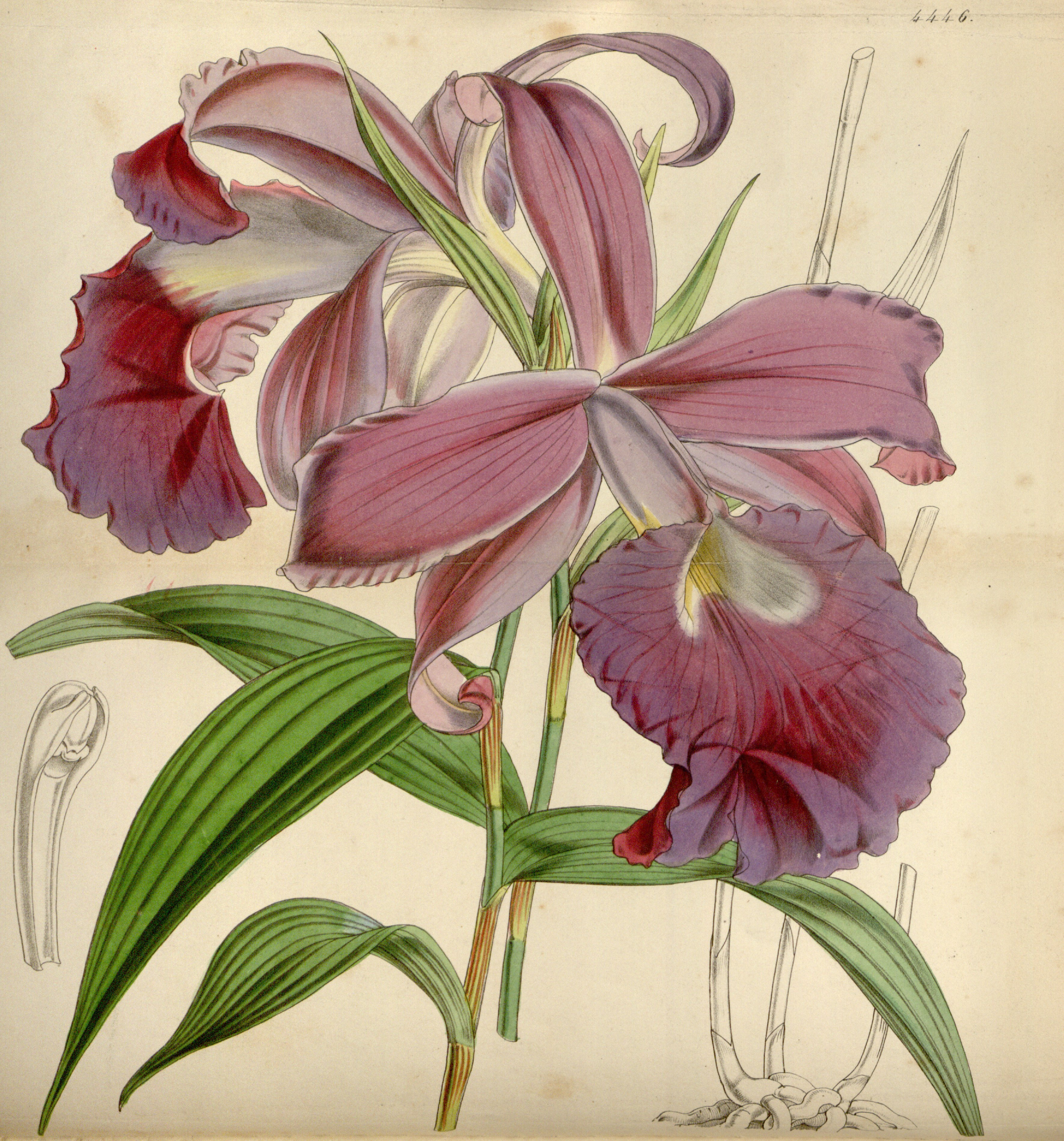
Sobralia macrantha Ilustración de: "Curtis's Botanical magazine", vol. 75  tab. 4446 (1849)